# 内藤一郎
内藤 一郎（ないとう いちろう、1921年2月24日 - ）は、日本の軍事航空評論家、翻訳家。筆名に嵯峨 浩一。

## 経歴
滋賀県伊香郡高月町（現長浜市）生まれ。1944年京都帝国大学工学部航空工学科卒。同年海軍技術中尉。
1951年事業用操縦士。1954年航空大学校教授。1959年防衛庁技術研究本部勤務、1981年定年退官。航空医学実験隊技術顧問、東海大学講師など。著述のほか翻訳も行う。

## 著書
- 『にっぽん飛行機物語』（雄山閣出版、物語歴史文庫） 1972
- 『軽飛行機の操縦』（酣燈社） 1975 - 1977
- 『新世代の軍用機』（麹町書房、防衛選書） 1982
- 『飛行機の安定と操縦性』（酣灯社） 1984
- 『軍用航空機技術の将来 その過去,現在から来世紀をめざす発達の展望』（酣灯社） 1991
- 『真説日本航空機事故簿』（亜紀書房） 1994

### 共編著
- 『日本の航空50年』（郡捷, 小森郁雄共編、酣灯社） 1960
- 『パイロットになるには』（山村尭, 井草隆雄共著、ぺりかん社、なるにはBooks） 1971

## 翻訳
- 『より速く、より遠く キティ・ホークから超音速旅客機まで』（ロイド・モリス, ケンダル・スミス、早川書房） 1966
- 『空軍大戦略 英国の戦い』（リチャード・コリヤー、早川書房） 1969、のち文庫
- 『高速戦艦脱出せよ!』（ジョーン・ディーン・ポター、早川書房） 1970、のち文庫
- 『神風』（ベルナール・ミロー、早川書房） 1972
- 『鉄十字の翼 ドイツ空軍(1914 - 1945)』（ジョン・キレン、早川書房） 1973、のち改題文庫化『ドイツ空軍、全機発進せよ!』
- 『U47、スカパ・フローに潜入せよ!』（アレクサンドル・コルガノフ、早川書房） 1974、のち改題文庫化『Uボート、出撃せよ!』
- 『追跡 戦艦ビスマルクの撃沈』（ルードヴィック・ケネディ、早川書房） 1975、のち改題文庫化『戦艦ビスマルクの最期』
- 『ラプラタ沖海戦』（ダドリー・ポープ、ハヤカワ文庫） 1978
- 『戦艦 マレー沖海戦』（マーティン・ミドルブルック, パトリック・マーニー、早川書房） 1979、新版 2023
- 『戦闘機 英独航空決戦』（レン・デイトン、早川書房） 1983、のち文庫